# کت و شلوار بستنی شگفت‌انگیز
کت و شلوار بستنی شگفت‌انگیز (به انگلیسی: The Wonderful Ice Cream Suit) فیلمی محصول سال ۱۹۹۸ و به کارگردانی استوارت گوردون است. در این فیلم بازیگرانی همچون کلیفتن کالینز جونیور، جو مانتگنا، اسای مورالس، گرگوری سیرا، ادوارد جیمز آلموس، سید سیزر، هاوارد موریس، لیز تورس، لیسا ویدال و آنتونی پلنا ایفای نقش کرده‌اند.